# 박신혜 (1983년생 배우)
박신혜(1983년 2월 14일~)은 대한민국의 배우이다.

## 영화
- 2022년 매미소리 - 영미 역
- 2020년 광대: 소리꾼 - 국밥집 주모 역
- 2019년 감쪽같은 그녀 - 양호선생님 역
- 2018년 변산 - 옆병실 아줌마 역
- 2016년 아가씨 -  정신병원 간호사2 역
- 2015년 장수상회 - 일진 핑키 역
- 2011년 화이트: 저주의 멜로디 - 트로트댄서 역

## 드라마
- 2015년 SBS 《너를 사랑한 시간》 - 지하철녀 역